# Kouzelná Líza
Kouzelná Líza (v anglickém originále The Great Simpsina) je 18. díl 22. řady (celkem 482.) amerického animovaného seriálu Simpsonovi. Scénář napsal Matt Warburton a díl režíroval Chris Clements. V USA měl premiéru dne 10. dubna 2011 na stanici Fox Broadcasting Company a v Česku byl poprvé vysílán 8. září 2011 na stanici Prima Cool.

## Děj
Simpsonovi jdou do sadu, kde si natrhají broskve. Domů se vracejí s mnoha broskvemi, a proto stále jedí různé pokrmy s nimi. Po nějaké době celá rodina (kromě Marge) nechce jíst pouze broskve a ve snaze se jich zbavit Homer vezme Marge na masáž. Mezitím Bart, Líza a Maggie odvezou broskve na různá místa ve městě. Bart se jich zbaví tak, že je dá chlapcům ze školy. Líza se ztratí v opuštěné oblasti. Mýval ji pronásleduje a ona se schová do magického domu. Když ji kouzelník Raymondo ve svém domě najde, povídají si spolu a kouzelník ji učí kouzelnické triky.
Líza předvádí Raymondova kouzla i ve škole a doma. Raymondo Líze důvěřuje a svěří se jí se svým nejtajnějším kouzlem „únik z konve na mléko“. Líza představí tento trik ve škole a při autogramiádě potká pěkného chlapce, který ji okouzlí natolik, že mu tajemství prozradí. Posléze zjistí, že chlapec je synem konkurenčního kouzelníka Cregga Demona, který svého syna využil k vylákání informací. V televizi Demon řekl, že se chystá představit toto neúmyslně vyzrazené kouzlo na světovém šampionátu v kouzlení. Když se to Raymondo dozví, tak nepřijímá Lízinu omluvu a naštvaně jí přikáže opustit jeho dům. Smutná Líza se snaží skoncovat s magií. Naštvaný Homer (kvůli smutku Lízy) jde za Raymondem a požaduje po něm, aby dceři odpustil. Po přemýšlení se Raymondo rozhodne dát Líze šanci. Vyžaduje ale spolupráci na zastavení Demona. Na šampionátu se Demon nechá zavřít do konve na mléko a hrozí, že se utopí. Líza se jej snaží zachránit, ale kouzelníci Ricky Jay, David Copperfield a Penn & Tellerem nahradili falešnou konev na mléko určenou k provedení kouzla za konev skutečnou, takže Cregg Demon nemůže z konve uniknout. V bitvě kouzelníků Demoma zachrání Raymondo tím, že na kouzelníky dopadne nosník. Nakonec Raymondo s Lízou předvedou své kouzlo. Raymondo vdechoval větší množství etheru, aby vyvolal halucinace své zesnulé manželky a bývalé asistentky Esther.

## Přijetí
V původním americkém vysílání se na díl dívalo asi 4,996 milionu domácností a mezi dospělými ve věku 18–49 let dosáhl ratingu 2,3 a podílu 7, což znamenalo 18% pokles oproti předchozímu dílu.
Eric Hochberger ze serveru TV Fanatic udělil epizodě hodnocení 3,8 z 5 hvězdiček a napsal: „Je to typická Lízina epizoda Simpsonových. Víte, že vás čeká chytrý děj se spoustou srdce, ale ne tolik v oddělení humoru… Celkově byla epizoda zábavná a po celou dobu příjemně plynula, jen jí chyběly vtipnější momenty, na které jsem si během této silné řady zvykl.“.
Rowan Kaiser z The A.V. Clubu udělil Kouzelné Líze hodnocení B− a uvedl: „Dnešní epizoda byla téměř platonickým příkladem toho, jak se moderní Simpsonovi snaží obnovit léta slávy a ne zcela se jim to daří. Má všechny ingredience: podivný, nepodstatný úvod, vyšetřování bizarního aspektu americké kultury a jednu novou postavu/hvězdu, která dočasně změní život jednoho ze Simpsonových… Vtipy většinou sedly, když se objevily, a závěr byl překvapivě milý. Jen to bohužel nebylo podstatné.“.
Patrick D. Gaertner ze serveru Puzzled Pagan napsal: „Na této epizodě se mi líbí spousta věcí. Je to epizoda o Líze, o tom, jak našla novou vášeň, o kouzelnících ze starých časů a hodně se v ní zesměšňoval Criss Angel. To všechno je skvělé. Takže pravděpodobně existovala velká šance, že se mi tento díl bude líbit, ať se děje cokoli, ale využívá všechny tyto skvělé nápady a vytváří z nich opravdu fantastickou epizodu. Na téhle epizodě opravdu není nic, co by se mi nelíbilo, a je to pecka. Kupodivu je to opravdu podobné tomu dílu, v němž se Bart setká se starým kovbojem Buckem McCoyem, doplněné o dědečka, který je ohromen, ale tohle zvládá podobnou premisu mnohem lépe. Líbí se mi, jak Líza přijímá magii, která se zdá být trochu mimo její běžné zájmy, a vztah, který rozkvétá mezi Lízou a Raymondem, je skvělý. Martin Landau podává v roli Raymonda zatraceně dobrý výkon a sledovat, jak se z něj a Lízy stávají nejlepší přátelé a jak pak přemáhají hrůzu Craigga Demona, je zatraceně příjemné.“.